# Premio Ischia Internazionale di Giornalismo
Der Premio Ischia Internazionale di Giornalismo (Ischia-Preis) ist ein italienischer Journalistenpreis, der von der Fondazione Premio Ischia – Giuseppe Valentino vergeben wird und mit 2000 Euro dotiert ist.
Neben dem Hauptpreis bestehen auch Spartenpreise für Print, Fernsehen, Radio, Presseagenturen und Sartre, sowie den Premio Ischia in ricordo di Angelo Rizzoli und Stipendien.
Organisiert unter der Schirmherrschaft des Präsidenten der Italienischen Republik, wird er seit 1980 jährlich verliehen.

## Preisträger
| Jahr | Journalist            |
| ---- | --------------------- |
| 2015 | Ignacio Escolar       |
| 2014 | Lina Ben Mhenni       |
| 2013 | Francesco Guerrera    |
| 2012 | Martin Wolf           |
| 2011 | Rym Ali               |
| 2010 | John Simpson          |
| 2009 | Armando Valladares    |
| 2008 | Timothy Garton Ash    |
| 2007 | David Grossman        |
| 2006 | Jean Daniel           |
| 2005 | Giovanni Di Lorenzo   |
| 2004 | Jesus Ceberio         |
| 2003 | Ferruccio De Bortoli  |
| 2002 | Peter Stothard        |
| 2001 | Arrigo Levi           |
| 2000 | Paolo Mieli           |
| 1999 | Jean Marie Colombani  |
| 1998 | Candido Cannavò       |
| 1997 | Indro Montanelli      |
| 1996 | Eugenio Scalfari      |
| 1995 | Walter Cronkite       |
| 1994 | Ezio Mauro            |
| 1993 | Ugo Stille            |
| 1992 | Demetrio Volcic       |
| 1991 | Peter Arnett          |
| 1990 | Harrison Salisbury    |
| 1989 | Giovanni Spadolini    |
| 1988 | Joaquín Navarro-Valls |
| 1987 | Giulio Andreotti      |
| 1986 | Enzo Biagi            |
| 1985 | Alberto Ronchey       |
| 1984 | Giorgio Bocca         |
| 1983 | Liliane Palette       |
| 1982 | Maurice Kettneker     |
| 1981 | Jean Lewis            |
| 1980 | Indro Montanelli      |